# Billy Baum
Eric William Baum, detto Billy (17 novembre 1946), è un ex cestista portoricano.

## Carriera
Con Porto Rico ha disputato i Giochi olimpici di Monaco 1972.